# Václav Kruta
Václav Kruta (francouzsky Venceslas) (* 4. listopadu 1939 Saumur) je francouzský univerzitní profesor, archeolog a historik česko-francouzského původu, specializující se na protohistorické období Evropy, především dějinami a kulturou Keltů.

## Životopis
V letech 1956–1961 absolvoval studium prehistorie a klasické archeologie na Universitě Jana Evangelisty Purkyně v Brně. V letech 1963–1971 pracoval pro Archeologický ústav Akademie věd České republiky v Praze, zejména na pobočce v Mostě v rámci záchranného archeologického výzkumu v oblasti uhelné těžby. Po návratu do Francie v roce 1971 pracoval v CNRS – Centre national de recherche scientifique (Národní centrum vědeckého výzkumu) v Paříži. V roce 1974 získal doktorát historie na pařížské Sorboně. Mezi lety 1976 a 1977 řídil práce na archeologických vykopávkách v centru Paříže (Île de la Cité), kde pod galsko-románskou vrstvou odkryl říční přístav.
V letech 1972–2008 působil jako ředitel (profesor) studií evropské protohistorie ve 4. sekci École pratique des hautes études (Praktické školy vyšších studií) na Sorboně, na které je aktuálně (2020) emeritním profesorem. Současně řídil Centrum keltských studií CNRS (Centre d’études celtiques du CNRS), dále pak řídil časopis Études celtiques (Keltské studie), ve kterém zůstal čestným předsedou, a předsedal redakční radě časopisu Gallia. Vykonával funkci sekretáře komise pro dobu železnou UISP, v roce 1991 předsedal čtvrtému Mezinárodnímu kongresu keltských studií v Paříži.
Doménou jeho výzkumu je archeologie a protohistorie Evropy se zvláštní pozorností zaměřenou na obchodní a kulturní vztahy mezi lidmi žijícími v 1. tisíciletí př. n. l. ve střední a východní Evropě a mezi obyvateli Středomoří.
Je členem italského Institutu etrusko-italických studií ve Florencii, Německého archeologického institutu, Královské akademie dějin v Madridu a dalších vědeckých společností.

## Výzkumy
- v Čechách – Chabařovice, Kadaň aj.
- ve Francii – v Paříži Notre Dame (1977–1982), Louvre 1994
- v Itálii – Magreta (1990–1992), Castelfranco

Zabývá se archeologií a protohistorií Evropy, s obzvláštním zaměřením na obchodní a kulturní vztahy populací střední Evropy s mediteránním světem v 1. tisíciletí př. n. l., věnuje se především kultuře a dějinám Keltů, zvláště pak keltskému umění, náboženství a duchovnímu životu vůbec.

## Výstavy
Jako vedoucí nebo poradce připravil řadu reprezentativních mezinárodních výstav:
- "I Celti: la prima Europa", Palazzo Grassi v Benátkách, (1991)
- "Treasures of Celtic Art: a European Heritage", Metropolitan Art Museum v Tokiu (1998)
- "Etruskové a Evropa", Paříž a Berlín (1992, 1993)
- "Prime terrecotte dal cuore dell´Europa" (Castello di Speyano 2000, Milano 2001)
- "L´età d´oro dei Carpazi" (Fiorano Modenese 2003)
- "Celti“. Dal cuore d´Europa all´vale del Pò"“ (Varese, 2004– 2005)
- "Les Celtes (entre La Manche et les Carpates). Belges, Boïens, Rèmes, Volques…" (Musée royal d´Mariemont, Belgie, 2006)
- "Gli occhi della notte. Celti, Etruschi, Italici e la volta celeste", San Marino – Viterbo – Milano 2008

## Výběr bibliografie
- Le trésor de Duchcov dans les edices tchécoslovaques. Ústí nad Labem: [s.n.], 1971.
- L'art celtique en Bohême : les parures métalliques du Ve au IIe avant notre ère. Paris: Champion, 1975. (Bibliothèque de l’École des Hautes Études).
- Les Celtes. Paris: PUF, 1976 (12e édition mise à jour en 2019).,
- Les Celtes avec photographies de E. Lessing, contribution de M. Szabo et introd. de P.-M. Duval. Paris: [s.n.], 1978.
- s Paulem-Marie Duvalem (dir.). Les mouvements celtiques du Ve au Ier avant notre ère. Paris: CNRS, 1979.
- s Paulem-Marie Duvalem (dir.). L’art celtique de la période d’expansion : IVe at IIIe avant notre ère, Hautes études du monde gréco-romain n° 13. Genève-Paris: Librairie Droz, 1982.
- Les Celtes en Occident. Paris: Atlas, 1985.
- Le Château du Louvre. Paris: Atlas, 1991.
- L'Europe des origines, la Protohistoire 6000-500 avant J.-C.. Paris: Gallimard, 1992. (L'Univers des formes).
- (italsky) s V. Manfredim. I Celti in Italia. Milan: Mondadori, 1999.
- Les Celtes. Histoire et dictionnaire, des origines à la romanisation et au christianisme. Paris: Laffont, 2000. (Bouquins). ISBN 2-221-05690-6.
- (italsky)  I Celti e il Mediterraneo. Milan: Jaca Book, 2004. ISBN 88-16-43628-X.
- La cruche celte de Brno. Dijon: [s.n.], 2007.
- (italsky)  Gli occhi della notte. Celti, Etruschi, Italici e la volta celeste. Saint-Marin - Viterbo - Milan: [s.n.], 2008.
- L’Art des Celtes. Paris: Phaidon, 2015.
- Le monde des anciens Celtes. Fouesnant: Yoran Embanner, 2015.
- (italsky)  La riscoperta dei Celti e le radici dell’Europa (Entretien avec M. Pasquero). [s.l.]: Terra Insubre, 92,, 2019. S. 4–18.